# Jachtluipaard
De of het jachtluipaard, de gepard of de cheeta (Acinonyx jubatus) is een groot katachtig roofdier dat nog voorkomt in Afrika en Iran. Het is de enige nog levende soort uit het geslacht Acinonyx. De jachtluipaard staat bekend als het snelste landdier ter wereld.
Het woord "cheeta" komt uit het Urdu en Hindi, en indirect uit het Sanskriet: चित्रय (Chitra-ya), wat "versierd" of "geverfd" betekent.

## Uiterlijke kenmerken
De cheeta is aangepast aan jagen met een korte, zeer snelle sprint. Hij is slank, flexibel en gespierd gebouwd, als een hazewindhond, met een krachtige borst, een lange staart en voor een katachtige zeer lange poten, waarmee hij zich hard kan afzetten. De botten van een cheeta zijn licht en flexibel, en hij heeft een relatief groot hart en grote longen.
De jachtluipaard heeft een lichtgele vacht, die bedekt is met kleine, ronde, zwarte vlekken. De onderzijde en borst zijn bijna geheel wit. De kop is vrij klein, met kleine oren en grote, oranje ogen. Het voorhoofd en de wangen hebben zeer kleine zwarte vlekken. Van de binnenste ooghoeken tot de mond loopt een zwarte streep, en ook de onderlippen zijn zwart. De achterzijde van de oren heeft een zwarte en witte markering. De staart is gevlekt, maar heeft bij de top een reeks van zwarte ringen en eindigt in een zwarte staartpunt. De vorm van de ringen en de hoeveelheid verschilt per individu, vergelijkbaar met de vingerafdruk voor de mens. Over de ondernek en schouders loopt soms een maan van lang haar. Vooral bij jonge cheeta's is deze maan opvallend.
Kleurvariëteiten komen voor, zoals geheel zwarte dieren, ongevlekte dieren. De bekendste kleurvariëteit is de koningscheeta, waarbij de vlekken veel groter en grilliger zijn en met elkaar in verbinding staan. Ook loopt er over de rug een donkere, zwarte streep. Deze kleurvariëteit werd lange tijd beschouwd als een ondersoort (Acinonyx jubatus rex).
Een volwassen dier weegt tussen 35 en 65 kg, maar gemiddeld 50 kg. De kop-romplengte is 1,1 tot 1,5 m, en de staart kan 65 tot 90 cm lang zijn. De schouderhoogte is gemiddeld 80 cm.

### Verschillen met jaguars en luipaarden
Een groot deel van de mensheid verwart de jachtluipaard met andere dieren. De dieren waar hij het vaakst mee wordt verward zijn de jaguar en de luipaard (in Azië, op het Midden-Oosten na, panter genoemd). Deze twee dieren lijken wel op elkaar, maar verschillen bij nadere beschouwing duidelijk van de jachtluipaard.
Een van de grootste verschillen is de lichaamsbouw. De jaguar en luipaard zijn veel steviger gebouwd, en zijn daardoor ook zwaarder. Het lichaam van de jachtluipaard is erop aangepast om snel te kunnen rennen: hij is slank en flexibel. De kop is relatief klein.
Een op afstand minder zichtbaar, maar wel belangrijk verschil is dat de jachtluipaard als enige katachtige zijn nagels niet geheel in kan trekken. Dit is de reden voor de geslachtsnaam Acinonyx.
De jachtluipaard heeft over het algemeen een heel simpel patroon in zijn vacht, slechts bestaande uit een geelbruine onderkleur met zwarte stippen. Bij jaguars en luipaarden hebben de vlekken meer de vorm van zwarte rondjes, soms opgebroken tot groepjes van kleinere stippen of streepjes, meestal met een bruinere tint in het midden ervan en vooral bij de jaguar ook met kleinere stippen in het midden van de rondjes.

Verder heeft de jachtluipaard in tegenstelling tot de jaguar en luipaard twee zwarte strepen die van zijn ooghoeken langs zijn neus tot en met zijn bek lopen. Deze worden ook wel traansporen genoemd. Deze zorgen ervoor dat hun zicht minder wordt beïnvloed door de zon.

## Verspreiding en leefgebied

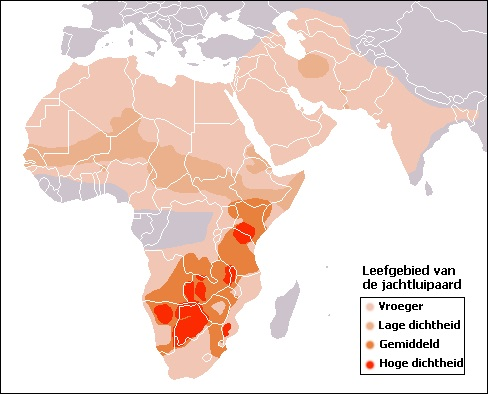
Leefgebied van de jachtluipaard

De jachtluipaard leeft in droge, open savannen en in struikgebieden. Hij kan overal overleven waar voldoende prooidieren zijn en het terrein open genoeg is om te kunnen rennen. Hij heeft een voorkeur voor gebieden met schuilplaatsen, vanwaar hij prooien kan besluipen en karkassen kan verstoppen, maar hij kan ook overleven op kale vlakten en hij kwam vroeger zelfs tot diep in de Sahara voor.
Vroeger kwam hij voor in het grootste deel van Afrika (behalve een gedeelte van de Sahara en de dichte regenwouden van West- en Centraal-Afrika) en het Midden-Oosten tot ver in Zuidwest-Azië, noordwaarts tot Tadzjikistan, zuidoostwaarts tot in India. Tegenwoordig is hij in bijna geheel Azië uitgestorven, met uitzondering van een kleine, ernstig bedreigde populatie in Iran. Ook in Afrika gaat het aantal achteruit en komt hij in verscheidene delen van zijn oorspronkelijke verspreidingsgebied niet meer voor. Volgens een studie uit 2016 zouden er in het wild circa 7100 overgebleven zijn. Hun leefgebied bedraagt 9 % van wat het vroeger bedroeg. De populatie in Iran zou minder dan 50 individuen omvatten.
In India komt de soort al een eeuw niet meer voor, maar India is van plan om jachtluipaarden te herintroduceren in het land.

## Jacht en voedsel

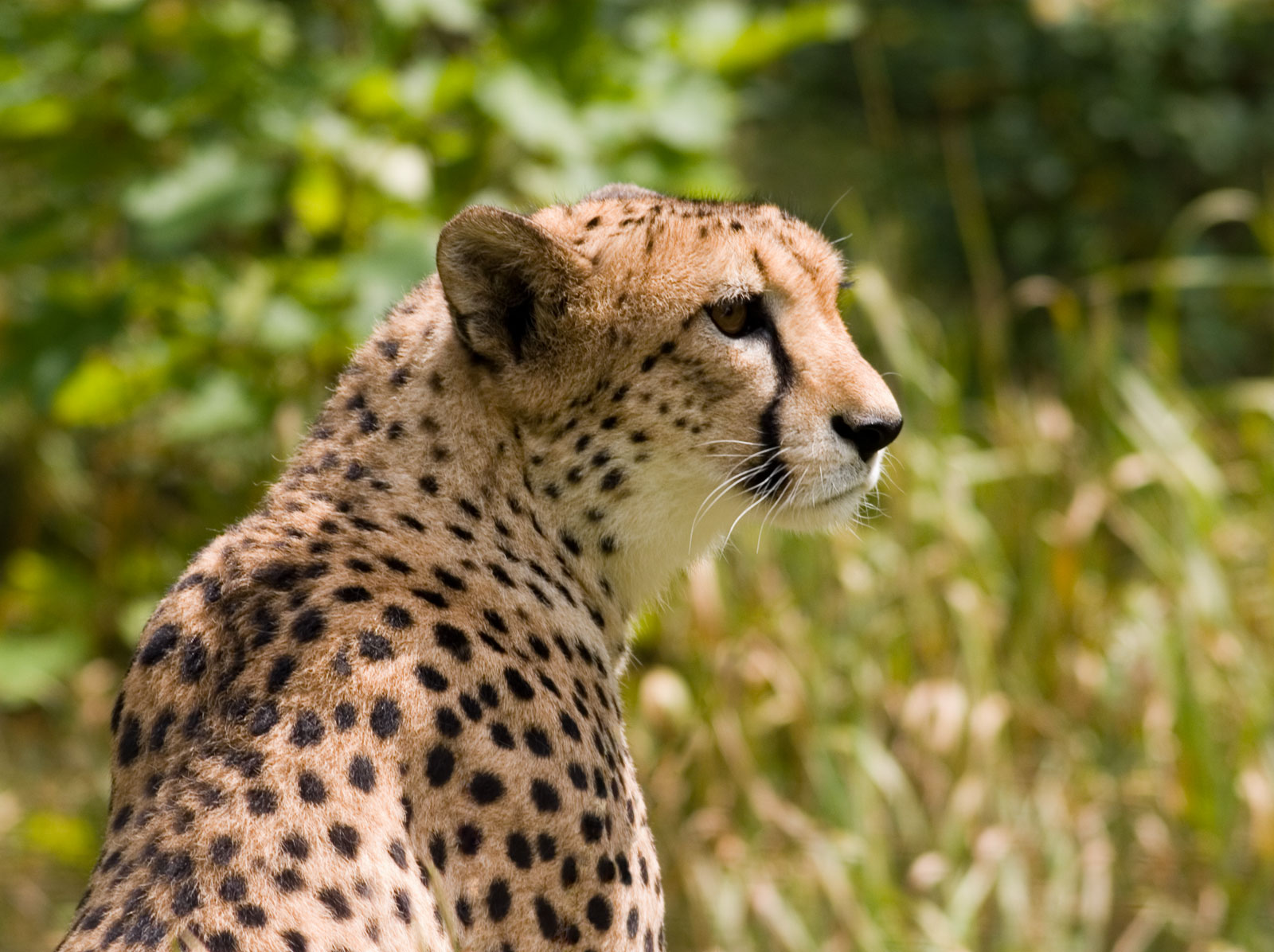
Jachtluipaard op de uitkijk

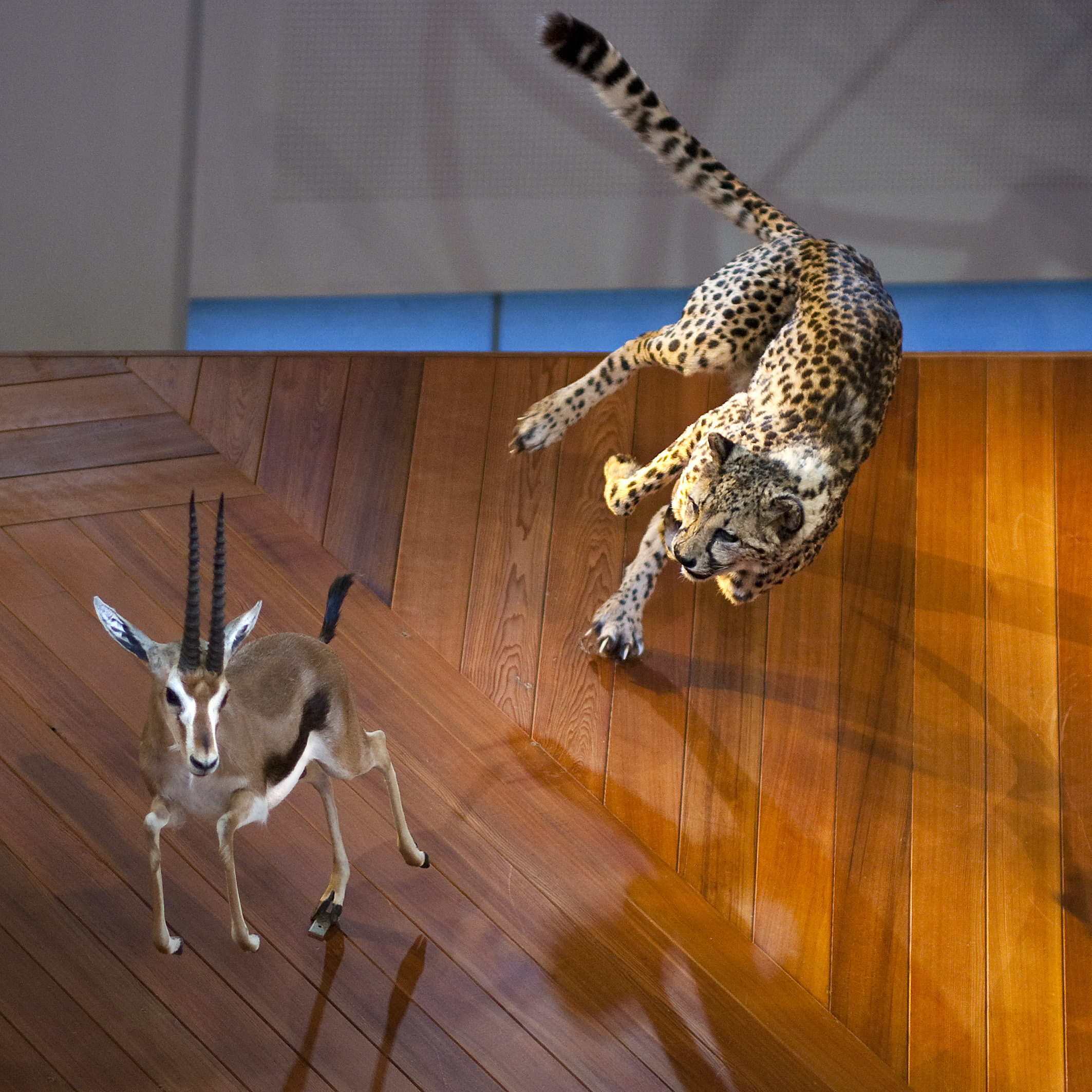
Jachtscène gazelle met jachtluipaard Naturalis, Leiden

De jachtluipaard jaagt over het algemeen overdag (vroeg in de morgen, vroeg in de avond). Meestal houden ze eerst de omgeving in de gaten vanaf een verhoogde plek als een rotspartij, een omgevallen boom of een termietenheuvel. De jachtluipaard jaagt voornamelijk op kleine en middelgrote antilopen als de thomsongazelle en andere gazellen, impala, springbok en kob. De jachtluipaard besluipt de antilope met zijn kop naar beneden tot hij ongeveer 30-10 m in de buurt van zijn prooi is, waarna hij hem met een korte, zeer snelle sprint probeert te vangen.
De jachtluipaard is het snelste landdier ter wereld. Jachtluipaarden zijn in staat om met elke pas drie meter per seconde (oftewel ruim tien kilometer per uur) te versnellen. Dat acceleratievermogen is viermaal zo groot als dat van topsprinter Usain Bolt tijdens zijn wereldrecordrace op de 100 meter sprint. In 2013 werd bij jachtluipaarden die met een gps-systeem waren uitgerust een topsnelheid van 93 kilometer per uur gemeten, maar vaak blijken de jachtluipaarden tijdens de jacht die snelheid niet nodig te hebben en hebben ze genoeg aan een sprint met een gemiddelde snelheid van 54 kilometer per uur. Tijdens het maken van opnames met een hogesnelheidscamera is met radar een topsnelheid van 98 km/h gemeten. Vaak wordt aan jachtluipaarden een topsnelheid van 105 kilometer per uur toegeschreven. Deze snelheid is in 1965 met een stopwatch geklokt door de Keniaanse dierenarts Craig Sharp, die een tamme jachtluipaard had geleerd om in een rechte lijn te lopen. Zijn metingen waren echter niet zo nauwkeurig.
Door het wat zwakke uithoudingsvermogen houdt hij zijn topsnelheid echter zelden langer vol dan over een afstand van 500 m (of ongeveer 20 seconden). Het succes van de jacht hangt echter niet alleen af van de snelheid, maar ook van de behendigheid van het dier. De gebruikte jachttechniek van de cheeta is afgestemd op de geviseerde prooidiersoort. Wanneer de jachtluipaard alleen op jacht is en hij komt grotere prooien tegen zoals zebra's en gnoes, dan richt hij zich vooral op de kalveren, omdat zij kwetsbaarder zijn.
Wanneer de gazelles worden aangevallen proberen zij te ontkomen door zijwaartse bewegingen te maken, waardoor de jachtluipaard moet afremmen. Soms lukken de pogingen van de prooi om te ontsnappen, en komt hij veilig weg, maar de cheeta kan ook goed van richting veranderen, ondanks de hoge snelheden die hij haalt en de staart die hem in balans houdt. Als hij denkt dat hij dichtbij genoeg is, slaat de cheeta met zijn voorpoot een van de achterpoten van zijn prooi weg, waardoor de prooi struikelt. Direct probeert de cheeta de prooi te verstikken door zich in de keel vast te bijten. De cheeta kan zich wel twintig minuten lang vastbijten in de keel van een prooidier. Behalve antilopen jaagt de jachtluipaard ook op andere dieren, zoals middelgrote vogels en hazen en andere kleinere zoogdieren. Het is zelfs waargenomen dat een groepje jachtluipaarden een veel grotere prooi doodde, als een jonge kafferbuffel, een zebra of een gnoe. Dit is echter zeldzaam. Na de vangst moet hij snel eten, omdat sterkere rovers zoals leeuwen en hyena's zullen proberen de prooi af te pakken als ze de kans krijgen, maar ook meer reguliere aaseters als gieren en jakhalzen zullen proberen mee te eten. Hij kan tot 14 kg per maaltijd opeten, en het is waargenomen dat een groepje van vier cheeta's in een kwartier een hele impala heeft opgegeten. Soms zal de cheeta in een boom klimmen, samen met zijn prooi, wat betekent dat hij soms een enorm gewicht de boom in moet slepen, maar meestal sleept hij zijn prooi naar een schuilplaats als dicht struikgewas. Op deze manier kan hij veilig eten. Na de jacht moet de cheeta ten minste 40 minuten uitrusten, om "op adem te komen". Zou hij dit niet doen, dan zou hij oververhit kunnen raken en zo ernstig gewond kunnen raken.

## Voortplanting en sociaal gedrag

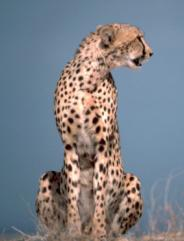
Jachtluipaard

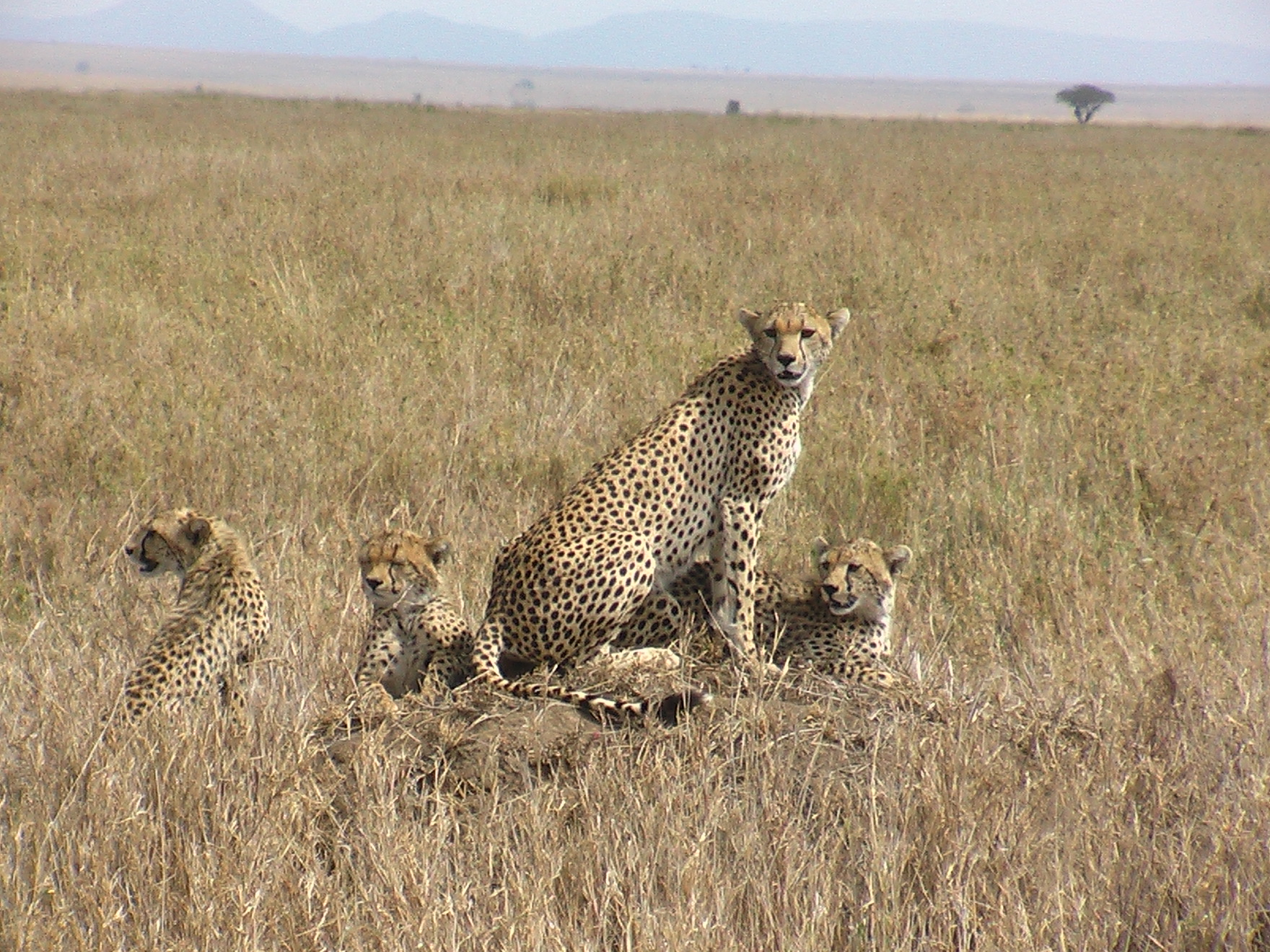
Drie jongen en hun moeder

Een vrouwtje paart meestal met een mannetje dat in een nabijgelegen gebied leeft, of met een rondtrekkend mannetje. De draagtijd van een jachtluipaard is ongeveer negentig dagen, waarna gemiddeld twee tot vijf welpen worden geboren in een schuilplaats tussen lang gras, in struikgewas of in een verlaten hol. De moeder verplaatst haar jongen regelmatig naar nieuwe schuilplaatsen, zodat roofdieren als leeuwen ze niet kunnen vinden. Het komt namelijk voor dat leeuwen de welpen doodbijten, zelfs geregeld in de Serengeti. Het is vooralsnog onbekend waarom leeuwen dit doen. Omgekeerd gebeurt het ook dat cheeta's een verloren of afgedwaald leeuwenjong doden. De laatste bevindingen wijzen erop dat de voedselconcurrentie weleens een belangrijke rol bij dit gedrag zou kunnen spelen. Bij de geboorte zijn de welpen blind en hulpeloos. Na vier tot veertien dagen gaan de ogen open. Na een maand eten ze hun eerste vlees.
Jonge welpen hebben een donkere, bijna zwarte buik en een lichtere, vuilwitte rug, en lange bleke manen over de nek en schouders. Deze manen verdwijnen in het tweede jaar. Binnen een maand of twee heeft een welp een meer volwassen vachtkleur, en zijn de vlekken al verschenen. In tegenstelling tot volwassen cheeta's zijn de jongen erg goede klimmers. Hun nagels zijn in tegenstelling tot die van alle andere katachtigen niet geheel intrekbaar. De welpen blijven één tot twee jaar bij de moeder. Na twee jaar zijn ze geslachtsrijp.
Jachtluipaarden leven zowel solitair als in paartjes of kleine familiegroepjes (coalities). Geregeld blijven twee of drie broers als coalitie voor een langere tijd bij elkaar nadat ze hun moeder hebben verlaten. Samen verdedigen ze een territorium dat zo'n 80 km² kan zijn. Mannengroepjes doden meer en grotere prooien dan solitaire dieren. Meestal leeft de cheeta echter solitair. Solitaire dieren hebben een veel groter woongebied, tot 1000 km². Het territorium wordt afgebakend met urine, ontlasting en soms met krabsporen. Meestal worden deze markeringen aangebracht vlak bij observatieplekken of langs paden.
De jachtluipaard wordt ongeveer zestien jaar oud.

## Verwantschappen
Opmerkelijk aan cheeta's is dat ze genetisch bijzonder sterk aan elkaar verwant zijn, zelfs in die mate dat het waarschijnlijk is dat in het recente verleden, naar schatting zo'n tienduizend jaar geleden, de soort bijna was uitgestorven, waarbij er misschien nog maar enkele dieren op de wereld bestonden. Alle tegenwoordig levende jachtluipaarden, zelfs de dieren in Azië, stammen af van deze enkele dieren. Ze zijn dus door een genetische bottleneck gegaan.
Als gevolg van geografische isolatie (door wildparken begrensd met hekken) neemt inteelt toe. Tekenen hiervan zijn een afwijking aan kaken en aan de staart (kinked tail).
Fylogenetische analyse in de jaren negentig van de twintigste eeuw had het onverwachte resultaat dat de jachtluipaard verwant is aan de poema (Puma concolor) en de jaguarundi (Herpailurus yagouaroundi) en samen de geslachtengroep Acinonychini vormen.

## Verschillende typen

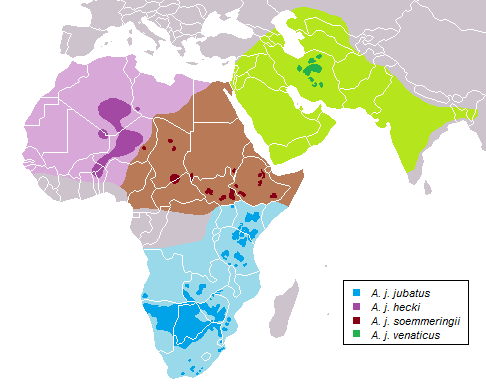
Verspreiding van de vijf ondersoorten

Er is slechts één soort jachtluipaard, maar er zijn kleine verschillen tussen jachtluipaarden die in verschillende delen van de wereld leven. Zo heeft de jachtluipaard uit de Sahara een veel lichtere vacht dan de meeste andere jachtluipaarden. Daardoor heeft hij een betere schutkleur. Vanwege deze verschillen worden jachtluipaarden in vijf ondersoorten verdeeld. Er leven vier ondersoorten in Afrika en één in Azië.
Er bestaat ook nog een heel zeldzaam type jachtluipaard: de koningscheeta, in het Engels 'King Cheetah'. Dit type jachtluipaard heeft grotere vlekken op zijn vacht, sommige hebben ook een streep op de rug. Voor de rest is hij precies hetzelfde als de jachtluipaard. In het wild zijn er minder dan 50 koningsjachtluipaarden waargenomen. De meeste nu levende koningsjachtluipaarden zijn in dierentuinen en natuurparken gefokt.

## Bedreiging
De jachtluipaard is beschermd door CITES en de handel in de vacht van jachtluipaarden is verboden. Ook hebben de meeste Afrikaanse landen het doden van een jachtluipaard verboden en komt de jachtluipaard veel voor in verscheidene nationale parken. Toch wordt de jachtluipaard steeds zeldzamer. Geschikt leefgebied raakt verloren doordat veel gebied gebruikt wordt voor het houden van vee, en de geringe genetische diversiteit maakt de populatie zeer kwetsbaar voor inteelt en ziekten. Er zijn diverse projecten in onder andere Zuid-Afrika om de jachtluipaard voor uitsterven te behoeden.